# Scopula vinocinctata
Scopula vinocinctata är en fjärilsart som beskrevs av Achille Guenée 1857. Scopula vinocinctata ingår i släktet Scopula och familjen mätare. Inga underarter finns listade.